# The Pierre
The Pierre es un hotel de lujo de Nueva York, Estados Unidos. Está ubicado en el 2 East 61st Street, en la intersección de esa calle con la Quinta Avenida, en Manhattan, frente a Central Park. Diseñado por Schultze & Weaver, abrió sus puertas en 1930 con más de 100 empleados. En 2005, fue adquirido por Taj Hotels Resorts and Palaces de India. Con una altura de 160 metros, se encuentra dentro del Distrito Histórico del Upper East Side delimitado en 1981 por la Comisión para la Preservación de Monumentos Históricos de Nueva York.

## Historia
El fundador Charles Pierre Casalasco había dejado el restaurante de su padre en Ajaccio, Córcega, donde había comenzado como ayudante de camarero, y asumió Charles Pierre como su nombre profesional completo y comenzó a trabajar en el Hotel Anglais en Monte Carlo. Charles Pierre pasó a estudiar alta cocina en París y más tarde viajó a Londres donde conoció al restaurador estadounidense Louis Sherry, quien le ofreció un empleo. 
Después de llegar a Nueva York como inmigrante de 25 años, hizo su primera marca como primer asistente en el restaurante Sherry's y se familiarizó profesionalmente con miembros del Social Register, así como con nuevos millonarios como J. P. Morgan y los Vanderbilt. Después de nueve años en el Sherry's, Pierre se fue, primero al Ritz-Carlton en Madison Avenue en 46th Street y luego abrió su propio restaurante en 45th Street inmediatamente al oeste de Fifth Avenue; y finalmente se estableció en el Pierre's sobre el Central Park en el 230 de Park Avenue.

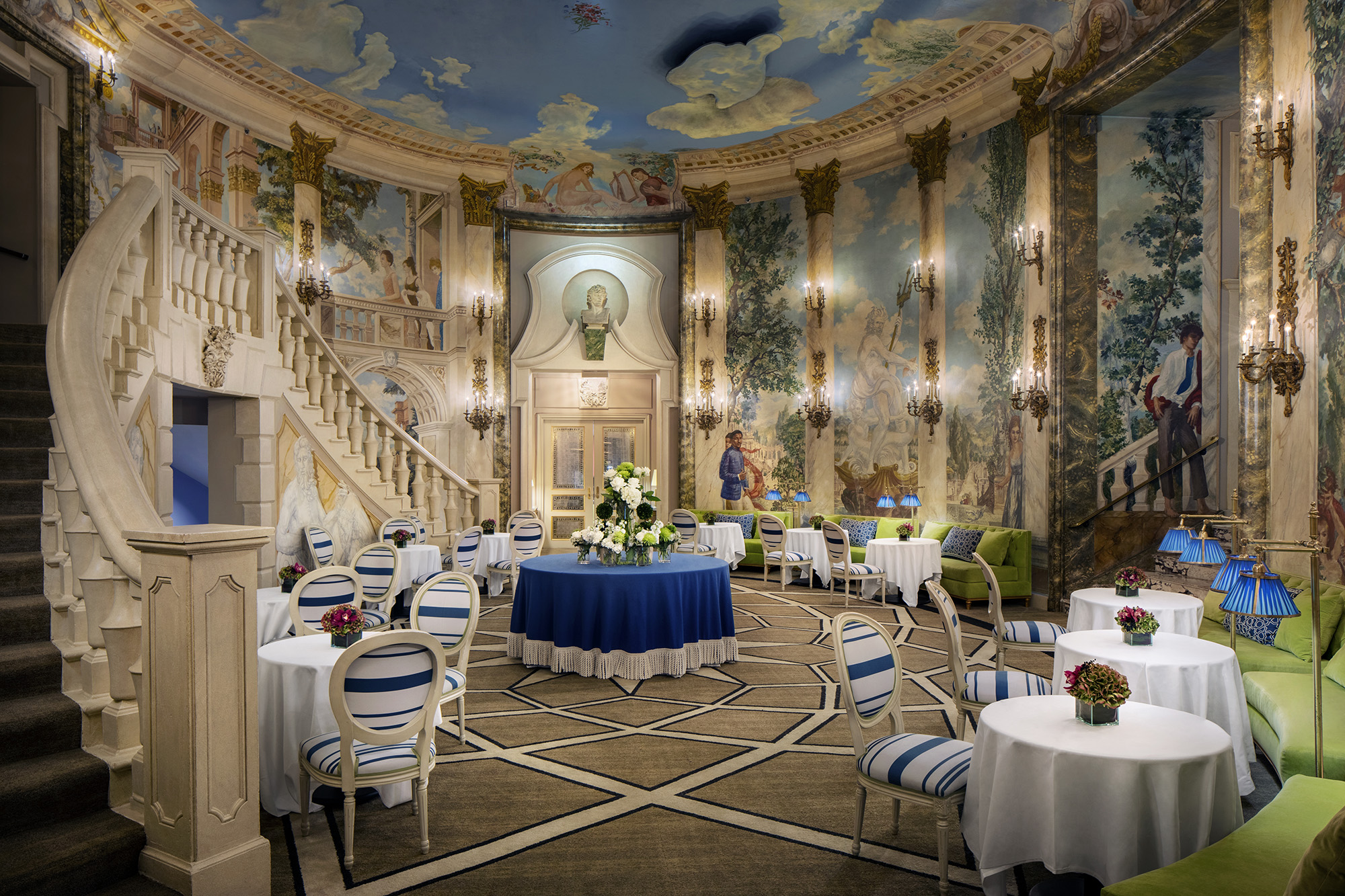
The Rotunda

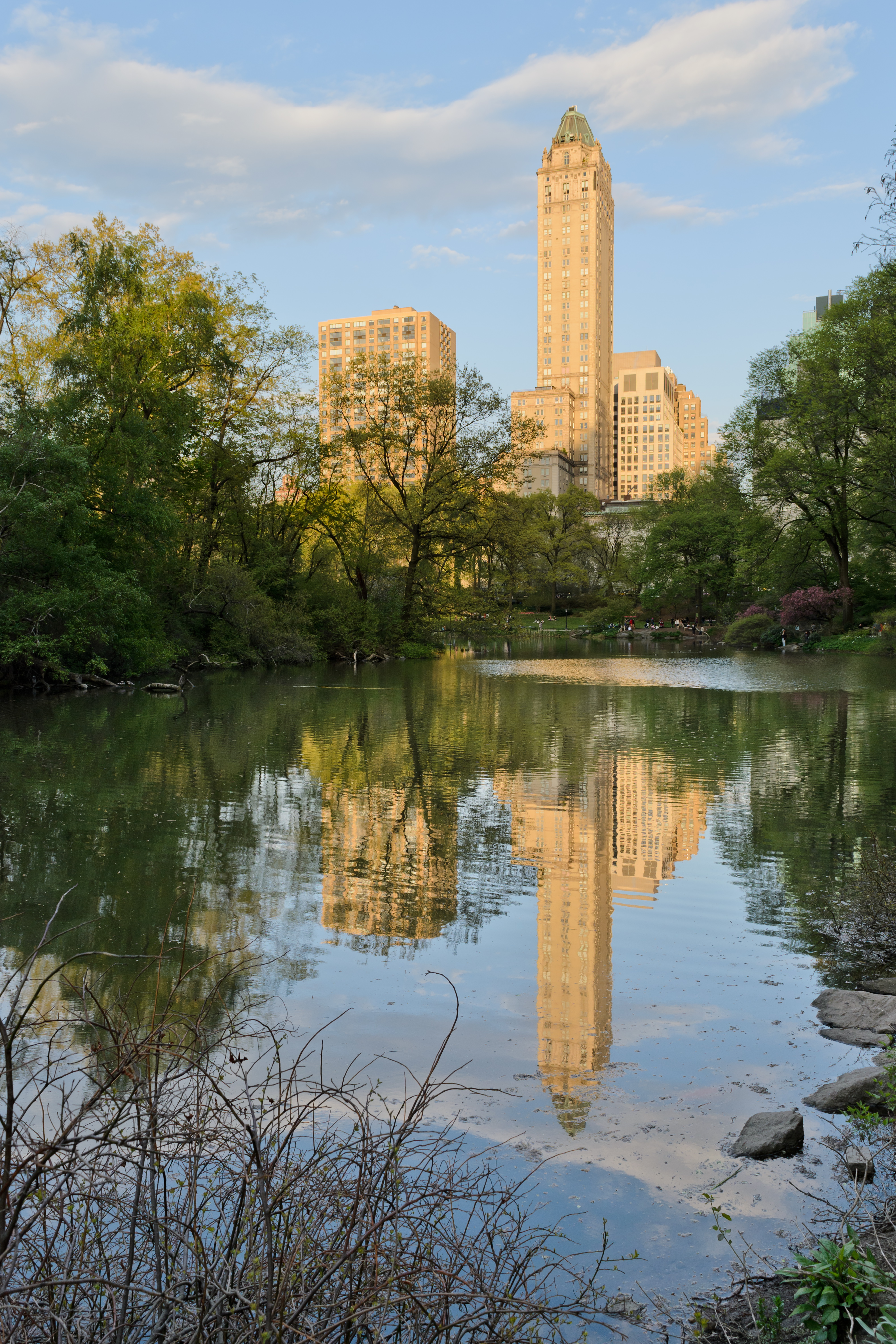
El hotel con sus vistas sobre Central Park

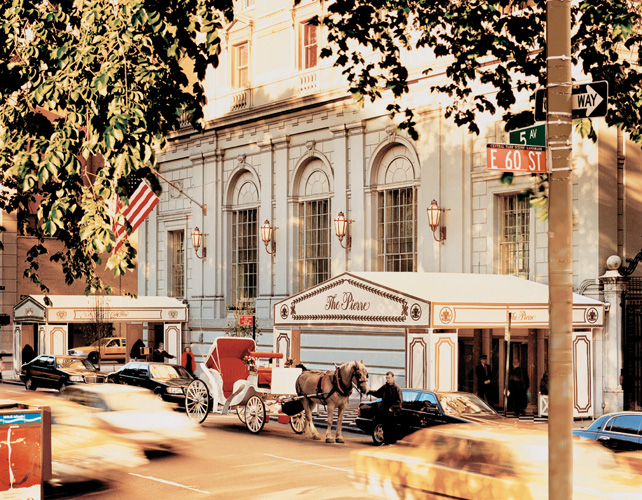
Fachada del hotel

En el apogeo de su éxito, insatisfecho con la creciente popularización de las costumbres públicas, Pierre vendió su restaurante y entró en una empresa conjunta con un grupo de financieros de Wall Street, «entre ellos Otto H. Kahn, Finley J. Shepherd (que se había casado con Helen Gould), Edward F. Hutton, Walter P. Chrysler y Robert Livingston Gerry, Sr. (el hijo de Elbridge Thomas Gerry, abogado, filántropo y nieto de Elbridge Gerry, el inventor de 'Gerrymandering')».
El hotel de 714 habitaciones que se elevó 41 pisos en el lugar ocupado por la antigua mansión Gerry en la esquina de la Quinta Avenida y la Calle 61, permitía disfrutar de vistas sin restricciones de Central Park. Su construcción costó 15 millones de dólares (aproximadamente 190 millones en 2019) y se inauguró con gran fanfarria en octubre de 1930 como The Pierre. 
El edificio fue diseñado por la firma neoyorquina de Schultze and Weaver como un rascacielos que se eleva con un cuerpo de ladrillo amarillento sobre una base de Estilo Luis XVI y fachada de piedra caliza. Sus pisos superiores lo convierten en un punto de referencia fácilmente reconocible en el horizonte de Nueva York; siguen el modelo de la Capilla del Palacio de Jules Hardouin-Mansart en Versalles, un sistema de pilastras corintias y ventanas en arco, con extremos octogonales, bajo un techo alto e inclinado de cobre que está perforado con buhardilla en forma de ojo de buey con acabado de bronce. La alta sociedad neoyorquina acudió a la cena de gala que marcó la inauguración de The Pierre; fue preparada por Auguste Escoffier, «el padre de los chefs franceses», quien se desempeñó como chef invitado en The Pierre en sus primeros años.
A medida que los mercados continuaron colapsando durante la Gran Depresión, The Pierre entró en bancarrota en 1932. El petrolero, J. Paul Getty, lo compró por aproximadamente 2,5 millones de dólares en 1938 (aproximadamente 45,4 millones en 2019) y posteriormente vendió muchos apartamentos cooperativos en el edificio.
A partir de 1948, la estación de radio FM y televisión ABC de la ciudad de Nueva York (entonces llamada WJZ-TV Channel 7 y WJZ-FM 95.5, ahora WABC-TV y WPLJ) transmitió desde una antena en lo alto de The Pierre, hasta que se mudó al Empire State Building unos años después.
El presidente electo Richard M. Nixon permaneció en The Pierre durante varios meses entre 1968 y 1969 antes de trasladarse a la capital Washington. En 1972, fue el escenario del robo del Hotel Pierre organizado por la familia Lucchese. Este robo de 27 millones de dólares se incluiría más tarde en el Libro Guinness de los récords como el robo de hotel más grande y exitoso de la historia.
Hoy en día, el hotel cuenta con 189 habitaciones para huéspedes, incluidas 49 suites, de las cuales 11 son grandes suites. Las opciones gastronómicas del hotel incluyen el restaurante Perrine, The Rotunda y Two E Lounge.

## Propiedad
En 1959, se vendieron 75 apartamentos a una cooperativa de residentes privados, mientras que el propietario de The Pierre en ese momento, John Paul Getty, retuvo el control de los servicios y las habitaciones del hotel. Entre los residentes permanentes de The Pierre se encontraban Elizabeth Taylor, Aristóteles Onassis, el presidente de la compañía de entretenimiento Viacom Sumner Redstone, Mohamed al-Fayed, entonces propietario de Harrods, y el diseñador Yves Saint-Laurent. Desde entonces, trece de los apartamentos se han convertido en "grandes suites".
The Pierre pasó a ser administrado por Four Seasons Hotels and Resorts en 1981.  En su 75.º aniversario en 2005, The Pierre se convirtió en un Taj Hotel operado como arrendador por Taj Hotels Resorts and Palaces, una cadena global de hoteles y resorts de lujo parte del Grupo Tata de la India. En 2010, Taj completó una renovación completa del hotel de 100 millones de dólares.

## Triplex
Un triplex de 16 habitaciones que ocupa los tres pisos superiores se comercializó en 2003, con un precio de 70 millones de dólares. Este apartamento de 1.000 m² cuenta con cinco dormitorios, cuatro terrazas, una biblioteca con paneles, una bodega, una escalera de mármol belga negro y el antiguo salón de baile del hotel con techos de 7 metros de altura. 
Fue comprado originalmente en 1999 por 21,5 millones por el administrador de fondos de cobertura Martin Zweig, de la heredera editorial Mary Fairfax. Con su etiqueta de precio de 70 millones pagada en su totalidad en el momento de la compra, la cooperativa fue incluida en 2006 en la revista Forbes como la octava casa más cara del mundo, la cuarta casa más cara del país, y la segunda vivienda más cara en la región Noreste en 2006. Se puso de nuevo en el mercado en 2013 por un precio de venta de 125 millones.
El consejo de administración rechazó a dos posibles compradores. El ático volvió al mercado en marzo de 2013 por un precio inicial de 125 millones de dólares. El precio se ajustó a 95 millones más tarde ese año. El triplex, que fue renovado, tuvo su precio ajustado a 57 millones en 2016. El triplex se vendió por 44 millones en 2017.

## En la cultura popular
The Pierre ha aparecido con frecuencia como escenario en novelas, películas y series de televisión.

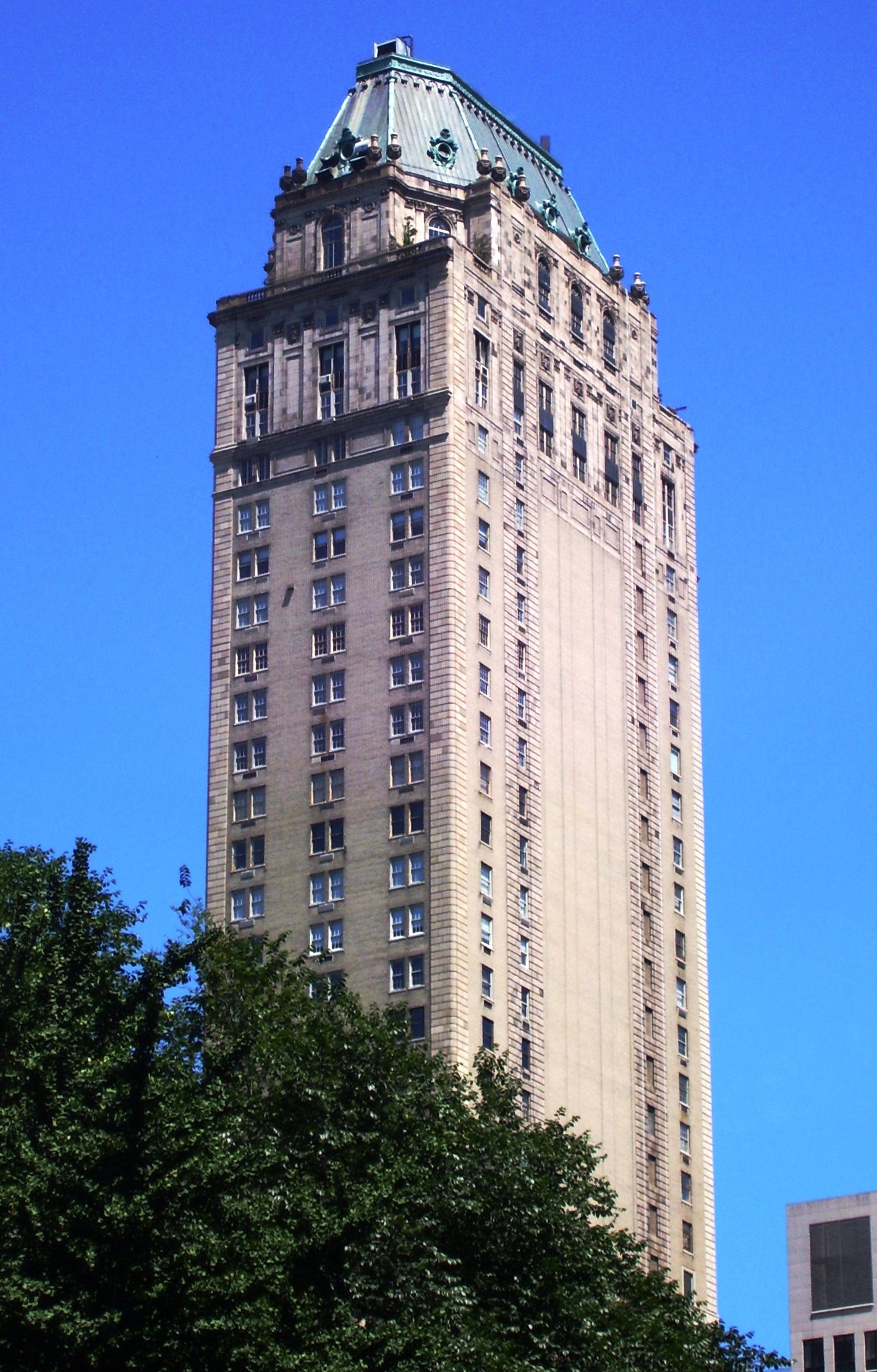
The Pierre se eleva sobre el Central Park.

- 1956: en su novela Chocolates for Breakfast, Pamela Moore sitúa al personaje de Anthony Neville viviendo en una suite de lujo en The Pierre, donde Courtney y Janet lo visitan a menudo.[22]
- 1990: el conductor Marshall, interpretado por Ossie Davis, recomienda The Pierre por delante del Plaza Hotel a Joe, interpretado por Tom Hanks, en la película Joe contra el volcán.[23]
- 1992: la escena del tango con Al Pacino en la película Scent of a Woman fue filmada en el salón Cotillion de Pierre.[24]
- 1993: The Pierre fue el escenario principal de rodaje de la película For Love or Money, protagonizada por Michael J. Fox como el conserje del ficticio Bradbury Hotel.[25]
- 1998: el ático de The Pierre es el hogar del personaje de Anthony Hopkins, William Parrish, en la película ¿Conoces a Joe Black?[26]
- 2007-2015: The Pierre ha aparecido o ha sido mencionado en varios episodios de Mad Men y, brevemente, albergó al recién formado "Sterling Cooper Draper Pryce" en la habitación 435.[27]
- 2010: la fiesta de renovación de votos de la estrella de telerealidad Ramona Singer fue celebrada en The Pierre en el último capítulo de la tercera temporada de The Real Housewives of New York City.[28]
- 2011: las tomas aéreas de los exteriores del ático de The Pierre se utilizaron como apartamento de Arthur Bach en la película Arthur.[29]
- 2015: The Pierre sirvió de telón de fondo para la escena de la ceremonia de premiación de la película Trainwreck, en la que discuten los personajes de Amy Schumer y Bill Hader.[30]
- 2017: el libro The Pierre Hotel Affair de Daniel Simone trata sobre el robo de 1972 que tuvo lugar en The Pierre.[31]
- 2018: en la película Ocean's 8, Anne Hathaway se prepara en la suite presidencial del Pierre para la Gala del Met y tiene una cita en la Rotonda del hotel.[6]